# Amy Van Horne
Amy Van Horne ist eine US-amerikanische Schauspielerin und Synchronsprecherin.

## Leben
Van Horne studierte ab 1990 Schauspiel an der Rutgers University. Sie beendete 1993 ihr Studium mit dem Master of Fine Arts. Ein Jahr später machte sie ihr Filmschauspieldebüt im Film Only in America. Von 1996 bis 1997 wirkte sie in insgesamt 123 Episoden der Fernsehserie The City in der Rolle der Carla Soleito mit. 1998 wirkte sie in drei Episoden der Fernsehserie Ein Trio zum Anbeißen in der Rolle der Bethany mit. Es folgten Ende der 1990er Jahre Episodenrollen unter anderen in den Fernsehserien Push, Veronica, The Secret Diary of Desmond Pfeiffer, L.A. Docs sowie Family Rules. Sie spielte in den Fernsehfilmen The Beach Boys: An American Family und These Old Broads mit. Mitte der 2000er Jahre hatte sie Besetzungen in den Fernsehserien Strong Medicine: Zwei Ärztinnen wie Feuer und Eis und Cold Case – Kein Opfer ist je vergessen. 2009 spielte sie im Film Transmorphers 3 – Der dunkle Mond die Rolle der Liz.
Als Synchronsprecherin war Van Horne unter anderen in den ComputerspielenOutlaw Golf 2 aus dem Jahr 2004 und in Command & Conquer 4: Tiberian Twilight aus dem Jahr 2010 zu hören.

## Filmografie (Auswahl)
- 1994: Only in America
- 1996–1997: The City (Fernsehserie, 123 Episoden)
- 1997: Big Easy – Straßen der Sünde (The Big Easy, Fernsehserie, Episode 2x05)
- 1997: Cost of Living
- 1998: Ein Trio zum Anbeißen (Two Guys, a Girl and a Pizza Place, Fernsehserie, 3 Episoden)
- 1998: Push (Fernsehserie, Episode 1x03)
- 1998: Veronica (Fernsehserie, Episode 2x04)
- 1998: The Secret Diary of Desmond Pfeiffer (Fernsehserie, Episode 1x03)
- 1998: L.A. Docs (L.A. Doctors, Fernsehserie, Episode 1x10)
- 1999: Family Rules (Fernsehserie, Episode 1x02)
- 2000: The Beach Boys: An American Family (Fernsehfilm)
- 2001: These Old Broads (Fernsehfilm)
- 2001: Für alle Fälle Amy (Judging Amy, Fernsehserie, Episode 2x17)
- 2002: Meine ersten zwanzig Millionen (The First $20 Million Is Always the Hardest)
- 2004: Strong Medicine: Zwei Ärztinnen wie Feuer und Eis (Strong Medicine, Fernsehserie, Episode 5x06)
- 2005: Cold Case – Kein Opfer ist je vergessen (Cold Case, Fernsehserie, Episode 3x01)
- 2007: One of Our Own
- 2009: Transmorphers 3 – Der dunkle Mond (Transmorphers: Fall of Man)
- 2011: Final Sale
- 2011: The Amityville Haunting

## Synchronisationen (Auswahl)
- 2004: Outlaw Golf 2 (Computerspiel)
- 2010: Command & Conquer 4: Tiberian Twilight (Computerspiel)